# 타밀어 텔레비전 드라마
타밀어 텔레비전 드라마(타밀어: தமிழ் தொலைக்காட்சி தொடர்கள் )는 타밀나두주, 싱가포르 제작 된 텔레비전 드라마이다. 드라마는 약 3년 진행된다. 일주일에5 ~ 6편의 에피소드가 방송되며 패턴은 월요일 ~ 은  또는 월요일 ~ 토요일. 채널은 주어진 시간에 10 ~ 15개의 연속극을 동시에 방송한다(각각 자체 시리즈를 생성 함). 채널은 가장 많은 시청자를 유인하여 가장 인기있는 스타와 경쟁한다. 일부 예는 Sun TV, 비제이 TV, Colors Tamil, Zee Tamil, Jaya Tv, Raj Tv, Vasantham TV, Sakthi TV, Sun Life 적는다. "최고"시리즈는 6시 ~ 오후 11시에 표시된다.
시리즈 에피소드는 일반적으로 22분이다. 국제 방송의 경우, 방송 시간은 에피소드 당 약 30분이다. 타밀어 텔레비전 드라마는 남아시아, 동남아시아 (말레이시아, 싱가포르), 중앙아시아, 중동, 아메리카, 유럽, 북아프리카 및 프랑스어 권 아프리카 국가에서도 방송된다.

## 같이 보기
1. ↑  “Why is the Tamil serial so gender-insensitive?”. 《The Hindu》.
2. ↑  “Lit of Tamil language Channels”. livetvchannelsfree.com. 2019년 7월 15일에 원본 문서에서 보존된 문서. 2020년 1월 27일에 확인함.
3. ↑  “Shreekumar Tamil TV Actor”. onenov.in. 2017년 10월 1일에 원본 문서에서 보존된 문서. 2020년 1월 27일에 확인함.
4. ↑  “Neeli Fantasy Tamil Serial on Vijay TV”. 《The Times of India》.